# Георгиос II
Георгиос II е крал на Гърция в периода 27 септември 1922 – 25 март 1924 г. и 3 ноември 1935 – 1 април 1947 г. Син е на крал Константинос I. Завършва Военното училище в Атина и Военната академия на Германия. Напуска Гърция заедно с баща си. Жени се за Елисавета Румънска. Завръща се в Гърция през 1920 г. и участва във войната с Турция. След детронацията на крал Константинос I на 27 септември 1922 г. се възкачва на гръцкия престол.
В първата година на царуването си се опитва да се разправи с противниците на баща си и организира т. нар. „съд на шестимата“. Опитва се да разтури Революционния комитет, създаден след метежа на Николаос Пластирас и Стилианос Гонатас, но не успява и е изгонен от Гърция под предлог, че се нуждае от почивка. За регент е определен Павлос Кундуриотис. На 25 март 1924 г. Четвъртото учредително народно събрание взема решение за промяна на държавното управление и Гърция е обявена за президентска република. На проведения по-късно референдум решението е потвърдено и династията Глюксбург е свалена от власт.
На 10 октомври 1935 г. в гръцкия парламент при присъствието само на 82 депутати е взето решение за връщането на монархията като форма на управление. На 3 ноември същата година е проведен референдум и решението на парламента е потвърдено. На 25 октомври 1935 г. крал Георгиос II се завръща в страната.
На 18 март 1936 г. след смъртта на министър-председателя Константинос Демердзис кралят възлага на Йоанис Метаксас да състави правителство. Започва т.нар. „период на диктатурата на Метаксас“.
След германското нападение над Гърция (1941) крал Георгиос II първоначално се установява на остров Крит, след това в Александрия, Египет, а накрая в Лондон, Англия. Там остава до края на войната.
След края на войната за регент е обявен архиепископ Дамаскин Папандреу (29 декември 1944 г.). На 26 септември 1946 г. се провежда референдум, с който е потвърдено монархическото управление. Крал Георгиос II умира на 1 април 1947 г.